# Schwebefähre Marseille

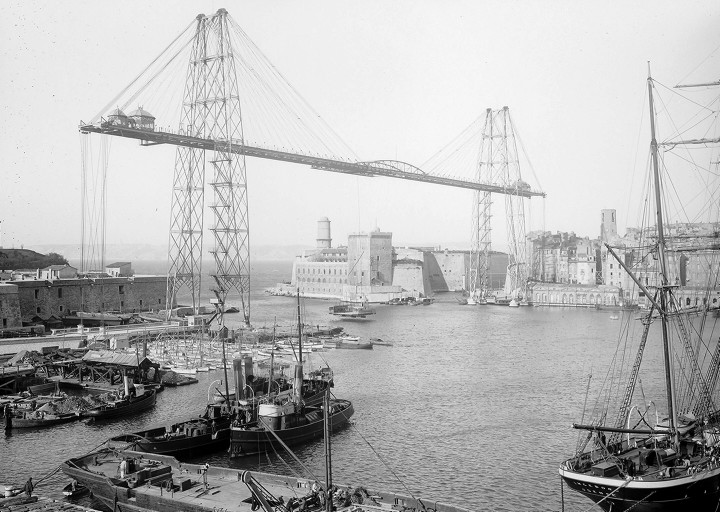
Gesamtansicht der Schwebefähre

Die Schwebefähre Marseille (Pont transbordeur de Marseille) war ein Bauwerk über der Einfahrt zum Alten Hafen von Marseille.

## Geschichte
Als Erfinder der Schwebefähren gilt der Franzose Ferdinand Arnodin. Diese Art von Brücke hat zum Ziel, den Schiffsverkehr nicht zu beeinträchtigen. Dazu lässt man vom einen zum anderen Flussufer eine Gondel verkehren, die von dem hoch liegenden stählernen Brückenträger abgehängt ist. Die Schwebefähre Marseille gehörte zu den Auslegerbrücken mit rückwärtigem Gegengewicht und Verankerung. Sie wurde in 19 Monaten erbaut, um den Quai du Port und den Quai de Rive Neuve miteinander zu verbinden, und wurde am 15. Dezember 1905 eröffnet.

## Beschreibung

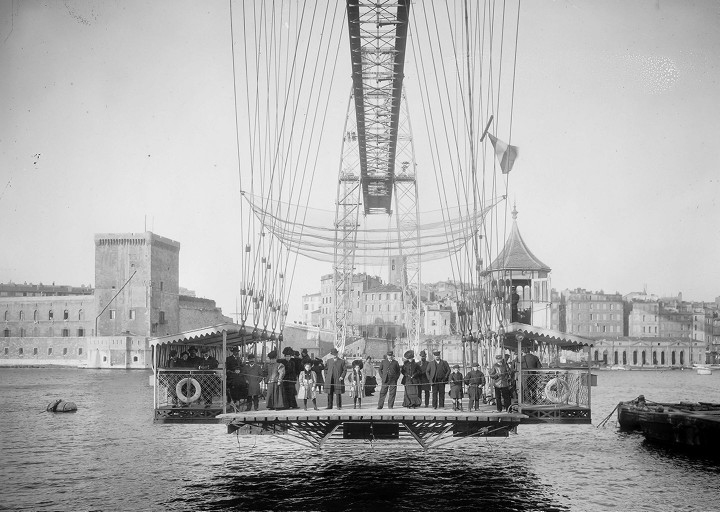
Gondel

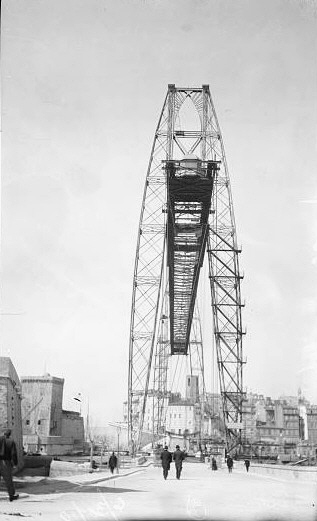
Seitenansicht

Die Schwebefähre bestand aus zwei Pfeilern von 86,6 m Höhe und jeweils 240 t Gewicht, die 50 m über dem Meer durch einen Brückenträger von insgesamt 239 m Länge (davon 165 m zwischen den Pfeilern) miteinander verbunden waren. Eine Gondel von 120 m² Fläche und 20 t Gewicht pendelte zwischen den Ufern; eine Überfahrt dauerte 90 Sekunden.
In der Höhe gab es ein Fischrestaurant, wo Bouillabaisse und Langusten auf der Speisekarte standen.

## Das Ende der Schwebefähre
Seit den 1930er Jahren diente die Schwebefähre nur noch zur Dekoration, weil die Mittel für ihren Unterhalt fehlten.
Am 22. August 1944 sprengten die deutschen Besatzungstruppen die Brücke, um die Zufahrt zum Hafen zu blockieren, wobei lediglich der nördliche Teil der Konstruktion zusammenstürzte und ins Wasser fiel. Nachdem man am 1. September 1945 400 kg Sprengstoff zur Explosion gebracht hatte, stürzte auch der Rest des Bauwerks ein.

## Die Schwebefähre im kollektiven Gedächtnis
Viele Bewohner Marseilles empfanden die Schwebefähre als modernes Wahrzeichen, als Eiffelturm ihrer Stadt. Für moderne Künstler und Fotografen bot der Pont Transbordeur Inspiration beim Blick auf die historische Hafenstadt. Bekannt wurden etwa Fotografien und der Film Impressionen vom alten Marseiller Hafen von László Moholy-Nagy von 1929. Ebenso sind Fotografien von Germaine Krull, Eugen Batz und Man Ray, von François Kollar, Marcel Bovis über André Steiner bis Emeric Feher überliefert, die den Pont Transbordeur nicht nur allein als Objekt des Neuen Sehens in Szene setzten, sondern ihn auch als Aussichtspunkt für neue Bildperspektiven und Blickwinkel nutzten. Der Kunsthistoriker Sigfried Giedion stellte das Bauwerk in seinem Buch Bauen in Frankreich, Bauen in Eisen, Bauen in Eisenbeton ausführlich dar. Moholy-Nagy übernahm dafür die Buchgestaltung.
Anderen hingegen erschien das Bauwerk als überflüssig. Traditionalisten unter den Malern störten sich an einem „Haufen Schrott“, den sie auf idealisierenden Gemälden des Alten Hafens wegließen.
Im kollektiven Gedächtnis der Stadt blieb der Pont Transbordeur erhalten, und regelmäßig wird seine Wiedergeburt beschworen. Im Jahr 2000 entstand eine temporäre Rekonstruktion mit zwei riesigen Kränen, die am Eingang des Alten Hafens aufgestellt wurden.